# Simeon Nyachae
Simeon Nyachae (* 1932; † 1. Februar 2021 in Nairobi) war ein kenianischer Politiker.

## Biografie
Nach dem Besuch der Mittelschule und der Souveränität Kenias am 12. Dezember 1963 begann er eine Laufbahn im Staatsdienst und war zunächst Distriktbeamter und später Provinzkommissar. Nach einer Tätigkeit als Ständiger Sekretär und dann als Chefsekretär der Zentralregierung war er zuletzt Kabinettssekretär und Leiter der öffentlichen Dienstes.
1992 wurde er erstmals zum Mitglied des Parlaments gewählt, in dem er nach den Wiederwahlen 1997 und am 27. Dezember 2002 bis 2007 die Interessen des Wahlkreises Nyaribari Chache vertrat. 1996 war er Gründer des Forum For The Restoration Of Democracy - People (FORD-P), deren Vorsitzender er seitdem war.
Im Januar 1998 berief ihn Präsident Daniel arap Moi zum Landwirtschaftsminister in dessen Kabinett. Nach einer Regierungsumbildung sollte er am 18. Februar 1999 eigentlich Industrieminister werden, verzichtete jedoch darauf und trat zurück.
Am 18. November 2006 wurde er von arap Mois Nachfolger Mwai Kibaki zum Minister für Straßen und öffentliche Arbeiten in dessen Regierung berufen. Dieses Amt behielt er bis zum Amtsantritt des neuen Ministerpräsidenten Raila Odinga im April 2008.